# 1976: A Space Odyssey
1976: A Space Odyssey (in surround sound or stereo) – ostatni album Zbigniewa Wodeckiego z towarzyszeniem Mitch & Mitch Orchestra and Choir wydany w maju 2015 przez Lado ABC w formacie postaci płyt (CD + DVD /zmiksowane w formacie 5.1/). Nagranie utworów z dwóch koncertów wykonane 30 kwietnia 2014 w Studiu im. Witolda Lutosławskiego w Warszawie, dzięki wsparciu Programu 2. Polskiego Radia, to odświeżenie debiutanckiej płyty Wodeckiego z 1976 r., z udziałem 43-osobowej orkiestry. Tadeusz Mieczkowski nagrał, zmiksował i wykonał remastering płyty. Miksowanie odbyło się w dniach 6-8 października 2014 w Preisner Studio w Niepołomicach przy współpracy z Klementyną Walczyną.
Album uzyskał certyfikat dwukrotnie platynowej płyty.

## Lista utworów
| 1.  | Opowiadaj mi tak                                                                | 3:13    |
|     | muz. Z. Wodecki, sł. Leszek Długosz                                             |         |
| 2.  | Rzuć to wszystko co złe                                                         | 4:06    |
|     | muz. Z. Wodecki, sł. L. Długosz                                                 |         |
| 3.  | Pieśń ciszy                                                                     | 5:27    |
|     | muz. Wojciech Trzciński, sł. Paweł Howil                                        |         |
| 4.  | Wieczór już                                                                     | 3:53    |
|     | muz. Jarosław Kukulski, sł. Andrzej Kuryło                                      |         |
| 5.  | Ballada o Jasiu i Małgosi                                                       | 4:27    |
|     | muz. Z. Wodecki, sł. Janusz Terakowski                                          |         |
| 6.  | Panny mego dziadka                                                              | 6:12    |
|     | muz. Z. Wodecki, sł. J. Terakowski (zawiera cytat z "The Empty Boat" C. Veloso) |         |
| 7.  | Dziewczyna z konwaliami                                                         | 6:04    |
|     | muz. W. Trzciński, sł. J. Skolarski                                             |         |
| 8.  | Kochałem panią kilka chwil                                                      | 4:23    |
|     | muz. Z. Wodecki, sł. L. Długosz                                                 |         |
| 9.  | Posłuchaj mnie spokojnie                                                        | 4:50    |
|     | muz. Z. Wodecki, sł. J. Terakowski                                              |         |
| 10. | Przedmieście                                                                    | 4:31    |
|     | muz. Maciej Zimiński, sł. Stanisław Halny                                       |         |
| 11. | Odjechałaś tak daleko                                                           | 4:40    |
|     | muz. W. Trzciński, sł. A. Kuryło                                                |         |
| 12. | Partyjka                                                                        | 5:40    |
|     | muz. Z. Wodecki, sł. J. Terakowski                                              |         |
| 13. | Minha teimosia, uma arma pra te conquistar                                      | 7:00    |
|     | muz., sł. Jorge Ben Jor                                                         |         |
| 14. | Panny mego dziadka (repryza)                                                    | 7:09    |
|     | muz. Z. Wodecki, sł. J. Terakowski (zawiera cytat z "The Empty Boat" C. Veloso) |         |
|     |                                                                                 | 1:11:35 |
|     |                                                                                 |         |

## Nagrody i wyróżnienia
- "Najlepsze płyty roku 2015 - Polska" według Wyborczej / mediów Agory: 3. miejsce[6]
- Fryderyki 2016 - nagroda za album roku pop i utwór roku: "Rzuć to wszystko co złe".